# Polynesia (zoologia)
Polynesia Swinhoe, 1892  è un genere di lepidotteri notturni appartenente alla famiglia Geometridae, diffuso in Asia.